# Inès-Jade Fellah
Inès-Jade Fellah, née le 6 février 2003, est une escrimeuse algérienne.

## Carrière
Inès-Jade Fellah est médaillée d'argent en fleuret par équipes aux Championnats d'Afrique d'escrime 2018 à Tunis. Elle remporte également le titre par équipes aux Jeux africains de la jeunesse de 2018 à Alger.